# Phil Cayzer
Philip Arthur "Phil" Cayzer , född 13 maj 1922, död 15 juli 2015, var en australisk roddare.
Cayzer blev olympisk bronsmedaljör i åtta med styrman vid sommarspelen 1952 i Helsingfors.